# کانتری کلاب استیتس (جورجیا)
کانتری کلاب استیتس (به انگلیسی: Country Club Estates) یک منطقهٔ مسکونی در ایالات متحده آمریکا است که در شهرستان گلین، جورجیا واقع شده‌است. کانتری کلاب استیتس ۱۲٫۳ کیلومتر مربع مساحت و ۸٬۵۴۵ نفر جمعیت دارد و ۳٫۶۶ متر بالاتر از سطح دریا واقع شده‌است.